# Omloop van Borsele
L'Omloop van Borsele (it.: Circuito di Borsele) è una corsa in linea di ciclismo su strada femminile che si tiene annualmente nella zona di Borsele, nei Paesi Bassi. Fa parte del Calendario internazionale femminile UCI come prova di classe 1.1.
Dal 2012 viene disputata anche la omonima corsa a cronometro, non classificata dall'UCI.

## Albo d'oro

### Omloop van Borsele
Aggiornato all'edizione 2023.
| Anno      | Vincitrice           | Seconda             | Terza                |
| --------- | -------------------- | ------------------- | -------------------- |
| 2002      | Loes Gunnewijk       | Katherine Bates     | Monique Knol         |
| 2003      | Leontien van Moorsel | Ghita Beltman       | Vera Koedooder       |
| 2004      | Chantal Beltman      | Anouska van der Zee | Mirjam Melchers      |
| 2005      | Marianne Vos         | Adrie Visser        | Emma Davies Jones    |
| 2006      | Marianne Vos         | Vera Koedooder      | Bertine Spijkerman   |
| 2007      | Marianne Vos         | Regina Bruins       | Ellen van Dijk       |
| 2008      | Kirsten Wild         | Ina-Yoko Teutenberg | Marianne Vos         |
| 2009      | Kirsten Wild         | Marianne Vos        | Alexandra Greenfield |
| 2010      | Kirsten Wild         | Rochelle Gilmore    | Kirsty Broun         |
| 2011      | Kirsten Wild         | Charlotte Becker    | Marianne Vos         |
| 2012      | Ellen van Dijk       | Gracie Elvin        | Sarah Düster         |
| 2013      | Vera Koedooder       | Loes Gunnewijk      | Lucinda Brand        |
| 2014      | Chloe Hosking        | Kirsten Wild        | Ellen van Dijk       |
| 2015      | Kirsten Wild         | Shelley Olds        | Anna Knauer          |
| 2016      | Barbara Guarischi    | Floortje Mackaij    | Christine Majerus    |
| 2017      | Riejanne Markus      | Eugenia Bujak       | Marianne Vos         |
| 2018      | Elisa Balsamo        | Lorena Wiebes       | Evy Kuijpers         |
| 2019      | Lorena Wiebes        | Elisa Balsamo       | Natalie van Gogh     |
| 2020-2021 | Non disputata        | Non disputata       | Non disputata        |
| 2022      | Maaike Boogaard      | Sofie van Rooijen   | Nora Tveit           |
| 2023      | Linda Zanetti        | Audrey Cordon-Ragot | Nora Tveit           |

### Omloop van Borsele ITT
Aggiornato all'edizione 2019.
| Anno | Vincitrice         | Seconda          | Terza                |
| ---- | ------------------ | ---------------- | -------------------- |
| 2012 | Ellen van Dijk     | Linda Villumsen  | Clara Hughes         |
| 2013 | Ellen van Dijk     | Loes Gunnewijk   | Gillian Carleton     |
| 2014 | Ellen van Dijk     | Chantal Blaak    | Tayler Wiles         |
| 2015 | Ellen van Dijk     | Lisa Brennauer   | Anna van der Breggen |
| 2016 | Lisa Brennauer     | Ellen van Dijk   | Chantal Blaak        |
| 2017 | Hayley Simmonds    | Natalie van Gogh | Hanna Solovej        |
| 2018 | Aafke Soet         | Floortje Mackaij | Natalie van Gogh     |
| 2019 | Pernille Mathiesen | Natalie van Gogh | Franziska Koch       |